# Týniště nad Orlicí
Týniště nad Orlicí (in tedesco Tinischt) è una città della Repubblica Ceca facente parte del distretto di Rychnov nad Kněžnou, nella regione di Hradec Králové.